# Ubaldina Valoyes
Ubaldina Valoyes Cuesta (Quibdó, Chocó, 6 de julio de 1982) es una deportista colombiana retirada en la especialidad de halterofilia. Fue campeona de Centroamérica y del Caribe en Mayagüez 2010 y los Juegos Panamericanos en cuatro ediciones consecutivas iniciando en Santo Domingo 2003. El 25 de noviembre de 2020 le fue adjudicada la medalla de bronce de los Juegos Olímpicos de Londres 2012, luego que se confirmara el positivo por stanozolol de la rumana, Roxana Cocoș.

## Trayectoria
La trayectoria narrativa de Ubaldina Valoyes se caracteriza por su participación en los siguientes aspectos nacionales e internacionales:

#### Juegos Centroamericanos y del Caribe
Fue reconocido su triunfo de ser la décima deportista con el mayor número de medallas de la selección de Colombia en los juegos de Mayagüez 2010.

#### Juegos Centroamericanos y del Caribe de Mayagüez 2010
Su desempeño en la vigésima primera edición de los juegos, se identificó por ser la vigésima novena deportista con el mayor número de medallas entre todos los participantes del evento, con un total de 3 medallas:

- , Medalla de oro: 75 kg
- , Medalla de oro: 75 kg Arrancada
- , Medalla de oro: 75 kg Envión